# لیندن، شهرستان وایس، ویرجینیا
لیندن (به انگلیسی: Linden) یک منطقهٔ مسکونی در ایالات متحده آمریکا است که در شهرستان ویس، ویرجینیا واقع شده‌است. لیندن ۵۵۵٫۹۶ متر بالاتر از سطح دریا واقع شده‌است.